# ایوانا آندرس
ایوانا آندرس سانز (به اسپانیایی: Ivana Andrés) (متولد ۱۴ ژوئیه ۱۹۹۴) بازیکن فوتبال اسپانیایی است که به عنوان مدافع در باشگاه رئال مادرید در لیگ برتر اسپانیا که کاپیتان آن است و تیم ملی زنان اسپانیا بازی می‌کند.

## حرفه

### باشگاهی
وی پس از شروع کار در تیم محلی خود، آیلودر مسابقات ۲۰۰۷_۸ به تیم DSV Colegio Alemán پیوست و در فصل ۲۰۱۰ به تیم اول باشگاه فوتبال زنان والنسیا رسید. 
پس از چندین سال حضور در تیم، به عنوان کاپیتان فصل های گذشته باشگاه، یک انتقال غافلگیرانه به رقیبش در شهر لوانته انجام داد.

### بین‌المللی
او از سال ۲۰۱۵ یک ملی پوش اسپانیایی است. وی به عنوان یک ملی مسابقات فوتبال زنان زیر ۱۷ سال اروپا ۲۰۱۰ و ۲۰۱۱ مسابقات فوتبال زنان زیر ۱۷ سال اروپا و در جام جهانی زیر ۱۷ سال ۲۰۱۰ سوم شد.
وی در جام جهانی فوتبال زنان ۲۰۱۵ کانادا در ترکیب اسپانیا بود. 

## افتخارات

### بین‌المللی
اسپانیا
- مسابقات فوتبال زنان زیر ۱۷ سال اروپا (۲): ۲۰۱۰، ۲۰۱۱
- جام آلگاروه : برنده ۲۰۱۷